# Rubrouck
 Rubrouck  (en neerlandés Rubroek) es una población y comuna francesa, en la región de Norte-Paso de Calais, departamento de Norte, en el distrito de Dunkerque y cantón de Cassel.
Es la localidad natal del célebre viajero y explorador medieval Rubruquis.

## Demografía
| 812 | 724 | 681 | 674 | 702 | 772 |
| Para los censos de 1962 a 1999 la población legal corresponde a la población sin duplicidades (Fuente: INSEE [Consultar]) |     |     |     |     |     |